# 스탯티즈
스탯티즈(statiz)는 KBO 리그의 세이버메트릭스를 전문적으로 다루는 야구 통계 사이트이다. 2007년 사이트가 개설되어 2011년 7월 16일 법적인 문제로 사이트가 잠정 폐쇄되었다. 이후 2014년 법인화가 진행되어 2015년 10월 14일 재오픈되었다.